# Jorge Guardiola
Jorge Guardiola, né le 11 septembre 1963 à Madrid, est un tireur sportif espagnol.

## Carrière
Jorge Guardiola participe aux Jeux olympiques de 1988 à Séoul et remporte la médaille de bronze dans l'épreuve du skeet.